# Salavàs
Salavas és un municipi francès situat al departament de l'Ardecha i a la regió d'Alvèrnia-Roine-Alps. L'any 2007 tenia 534 habitants.

## Demografia

### Població
El 2007 la població de fet de Salavas era de 534 persones. Hi havia 248 famílies de les quals 88 eren unipersonals (36 homes vivint sols i 52 dones vivint soles), 80 parelles sense fills, 56 parelles amb fills i 24 famílies monoparentals amb fills.
La població ha evolucionat segons el següent gràfic:
Habitants censats

### Habitatges
El 2007 hi havia 823 habitatges, 258 eren l'habitatge principal de la família, 534 eren segones residències i 31 estaven desocupats. 724 eren cases i 86 eren apartaments. Dels 258 habitatges principals, 192 estaven ocupats pels seus propietaris, 57 estaven llogats i ocupats pels llogaters i 9 estaven cedits a títol gratuït; 3 tenien una cambra, 11 en tenien dues, 58 en tenien tres, 89 en tenien quatre i 97 en tenien cinc o més. 199 habitatges disposaven pel capbaix d'una plaça de pàrquing. A 128 habitatges hi havia un automòbil i a 114 n'hi havia dos o més.

### Piràmide de població
La piràmide de població per edats i sexe el 2009 era:
| Homes | Edats   | Dones |
| ----- | ------- | ----- |
| 0     | 95 o +  | 0     |
| 0     | 90 a 94 | 0     |
| 4     | 85 a 89 | 0     |
| 0     | 80 a 84 | 0     |
| 20    | 75 a 79 | 16    |
| 16    | 70 a 74 | 24    |
| 16    | 65 a 69 | 24    |
| 12    | 60 a 64 | 8     |
| 16    | 55 a 59 | 24    |
| 8     | 50 a 54 | 8     |
| 8     | 45 a 49 | 20    |
| 12    | 40 a 44 | 20    |
| 28    | 35 a 39 | 16    |
| 28    | 30 a 34 | 28    |
| 12    | 25 a 29 | 8     |
| 20    | 20 a 24 | 4     |
| 12    | 15 a 19 | 4     |
| 12    | 10 a 14 | 12    |
| 12    | 5 a 9   | 20    |
| 20    | 0 a 4   | 4     |

## Economia
El 2007 la població en edat de treballar era de 349 persones, 241 eren actives i 108 eren inactives. De les 241 persones actives 198 estaven ocupades (97 homes i 101 dones) i 43 estaven aturades (18 homes i 25 dones). De les 108 persones inactives 44 estaven jubilades, 30 estaven estudiant i 34 estaven classificades com a «altres inactius».

### Ingressos
El 2009 a Salavas hi havia 255 unitats fiscals que integraven 540,5 persones, la mediana anual d'ingressos fiscals per persona era de 18.534 €.

### Activitats econòmiques
Dels 50 establiments que hi havia el 2007, 1 era d'una empresa alimentària, 1 d'una empresa de fabricació d'altres productes industrials, 7 d'empreses de construcció, 6 d'empreses de comerç i reparació d'automòbils, 2 d'empreses de transport, 18 d'empreses d'hostatgeria i restauració, 1 d'una empresa d'informació i comunicació, 3 d'empreses immobiliàries, 5 d'empreses de serveis, 4 d'entitats de l'administració pública i 2 d'empreses classificades com a «altres activitats de serveis».
Dels 11 establiments de servei als particulars que hi havia el 2009, 3 eren paletes, 2 guixaires pintors, 1 fusteria, 1 lampisteria i 4 restaurants.
Dels 4 establiments comercials que hi havia el 2009, 1 era una botiga de menys de 120 m², 1 una llibreria, 1 una botiga de roba i 1 un drogueria.
L'any 2000 a Salavas hi havia 16 explotacions agrícoles que ocupaven un total de 100 hectàrees.

## Equipaments sanitaris i escolars
El 2009 hi havia una escola elemental.

## Poblacions més properes
El següent diagrama mostra les poblacions més properes.